# Bắc Bình (xã)
Bắc Bình là một xã thuộc tỉnh  Lâm Đồng, Việt Nam.
Xã Bắc Bình được thành lập ngày 16 tháng 6 năm 2025 theo Nghị quyết số 1656/NQ-UBTVQH15  của Ủy ban Thường vụ Quốc hội  trên cơ sở sáp nhập  toàn bộ diện tích tự nhiên, quy mô dân số của thị trấn Chợ Lầu và các xã Phan Hòa, Phan Hiệp, Phan Rí Thành, huyện Bắc Bình, tỉnh Bình Thuận . Xã này chính thức hoạt động từ ngày 01 tháng 7 năm 2025.

## Địa lý
Xã Bắc Bình có vị trí địa lý:
- Phía Bắc giáp xã Hải Ninh
- Phía Nam giáp xã Hòa Thắng
- Phía Đông giáp các xã Tuy Phong và Phan Rí Cửa
- Phía Tây giáp xã Hồng Thái

Phường có diện tích 148,99 km², dân số năm 2025 là 51.344 người, mật độ dân số đạt 345 người/km².